# كينتشو-جي
معبد تشوشوجي (باليابانية: 石井山長勝寺) هو معبد بوذي لنيشيرين شو في كاماكورا، كاناغاوا، اليابان. إنه واحد من مجموعة من ثلاثة تم بناؤها بالقرب من الموقع في ماتسوباجاياتسو (وادي إبر الصنوبر) حيث من المفترض أن يكون لنيشيرين، مؤسس الطائفة البوذية التي تحمل اسمه.